# Piotr Dobosz
Piotr Stanisław Dobosz (ur. 1 listopada 1961 w Krakowie) – profesor doktor habilitowany nauk prawnych, profesor zwyczajny. Prodziekan tegoż wydziału ds. studiów administracyjnych oraz prawa własności intelektualnej i nowych mediów w kadencji 2016–2020 i 2020–2024. Dziekan od 2024 roku.

## Życiorys
Urodzony 1 listopada 1961 r. w Krakowie. Ukończył studia administracyjne na UJ uzyskując tytuł zawodowy magistra w 1984. Stopień doktora uzyskał  w 1994 r. na Wydziale Prawa i Administracji UJ na podstawie rozprawy pt. Administracyjno-prawne instrumenty kształtowania ochrony zabytków. Recenzentami   byli: prof. dr hab. Józef Filipek z Katedry Prawa Administracyjnego UJ oraz prof. dr hab. Jan Piotr Pruszyński z Instytutu Nauk Prawnych PAN w Warszawie. Rozprawa ta została uhonorowana nagrodą indywidualną w zorganizowanym w 1995 r. przez Ministerstwo Kultury i Sztuki, Generalnego Konserwatora Zabytków R.P. i Stowarzyszenie Konserwatorów Zabytków Konkursie na najlepsze prace studialne, naukowe i popularyzatorskie w zakresie ochrony zabytków i muzealnictwa.
W 1998 r. został adiunktem w Katedrze Prawa Administracyjnego UJ. W dniu 12 grudnia 2012 r. uzyskał na tym samym wydziale stopień naukowy doktora habilitowanego (monografia pt.: Milczenie i bezczynność w prawie administracyjnym, Wydawnictwo UJ, Kraków 2011). 1 grudnia 2017 został mianowany profesorem nadzwyczajnym w Uniwersytecie Jagiellońskim, uzyskał tytuł profesora doktora habilitowanego nauk prawnych postanowieniem Prezydenta RP z dnia 28 września 2020 r. Jest też profesorem nadzwyczajnym na Wydziale Administracyjno-Ekonomicznym Akademii Nauk Stosowanych w Tarnowie.
Członek Polskiej Akademii Umiejętności, Międzywydziałowych Komisji Interdyscyplinarnych i Komisji Rozwoju Miasta Krakowa. Członek PKN ICOMOS, Społecznego Komitetu Odnowy Zabytków Krakowa oraz Towarzystwa Miłośników Historii Krakowa i Komitetu Kopca Kościuszki. Członek Rady Ochrony Zabytków przy Ministrze Kultury i Dziedzictwa Narodowego. Przewodniczący Komisji Dyscyplinarnej Ministra Nauki i Szkolnictwa Wyższego. Pełni funkcję opiekuna naukowego Koła Naukowego Prawnej Ochrony Dóbr Kultury TBSP UJ.
Odznaczony Brązowym Krzyżem Zasługi (2002) oraz Krzyżem Oficerskim Orderu Odrodzenia Polski (2020). W dniu 16 listopada 2018 r. został odznaczony Srebrnym Medalem „Zasłużony Kulturze Gloria Artis”. Uhonorowany także Brązowym Medalem „Zasłużony Kulturze Gloria Artis” (5 października 2005 r.), Medalem Złotym za Długoletnią Służbę (28 listopada 2016 r.), Medalem Komisji Edukacji Narodowej (23 czerwca 1999 r.) Otrzymał także Złotą Odznakę za Opiekę nad Zabytkami nadaną przez Ministra Kultury Rzeczypospolitej Polskiej w dniu 20 listopada 2003 r. oraz odznakę „Honoris Gratia” nadaną Zarządzeniem Prezydenta Miasta Krakowa nr 766/2017 z dnia 31 marca 2017 r.

## Zainteresowania naukowe
- prawo administracyjne;
- prawo samorządu terytorialnego;
- prawo ochrony zabytków;
- nauka administracji;
- historia prawa administracyjnego;
- ustrój konserwatorstwa polskiego

## Ważniejsze publikacje
1. Administracyjnoprawne instrumenty kształtowania ochrony zabytków, Oficyna Wydawnicza „Dajwór” Kraków 1997
2. Prawne problemy procesu inwestycyjno-budowlanego i konserwatorskiego (wspólnie z I. Skrzydło-Niżnik), Kantor Wydawniczy „Zakamycze” Seria: „Monografie „Zakamycza”, Kraków 2002
3. Problemy metodologii współczesnej nauki prawa administracyjnego na tle metody historyczno-prawnej, „Kwartalnik Prawa Publicznego” Nr 1/2001
4. Najważniejsze problemy polskiej nauki prawa administracyjnego u progu XXI w. (refleksja nad wybranymi zagadnieniami), (w:) „Prawo administracyjne w okresie transformacji ustrojowej pod redakcją Ernesta Knosali, Andrzeja Matana, Grzegorza Łaszczycy”, Kraków Zakamycze 1999
5. Problem jednolitości orzecznictwa sądowo-administracyjnego w obliczu reformy administracji publicznej i sądownictwa administracyjnego w Polsce, (w:) Jednolitość orzecznictwa sądowo-administracyjnego i administracyjnego w sprawach samorządowych pod redakcją prof. dr. hab. Józefa Filipka, Kraków Zakamycze 1999
6. Zasady i tryb ustalania, wymierzania oraz egzekwowania opłat i kosztów postępowania przed organami administracji publicznej, „Casus” 1999, nr 4
7. Procedury administracyjne, model sądownictwa administracyjnego a "prawo pomocy", (w:) J. Stelmasiak, J. Niczyporuk (red.), Polski model sądownictwa administracyjnego, Lublin 2003
8. The Significance of the Notion of Cultural Heritage for the Activity of the Polish Public Administration and European Integration, (w:) J. Sługocki (edited by), Public Administration and Administrative Law in the face of the European Integration, Uniwersytet Szczeciński. Rozprawy i Studia T. (DLXVI) 492, Szczecin 2004
9. The Principle of Sustainable Develepment in the Light of the Polish Constitution and General Principles of Administrative Law (wspólnie z I. Skrzydło-Niżnik), (w:) Facing the European Union – Challenges for Polish Law, Archivum Iuridicium Cracoviense, PAN – Oddział w Krakowie. Komisja Nauk Prawnych, vol. XXXV-XXXVI (2002-2003), Kraków 2004
10. Komentarz do ustawy o samorządzie gminnym (K. Bandarzewski, P. Chmielnicki (red.), P. Dobosz, W. Kisiel, P. Kryczko, M. Mączyński, S. Płażek), Warszawa 2004, Warszawa 2006 – Wyd. 2
11. Komentarz do ustawy o samorządzie powiatowym (K. Bandarzewski, P. Chmielnicki (red.), D. Dąbek, P. Dobosz, W. Kisiel, M. Kotulski, P. Kryczko, M. Mączyński, S. Płażek, I. Skrzydło-Niżnik), Warszawa 2005
12. Komentarz do ustawy o samorządzie województwa (K. Bandarzewski, P. Chmielnicki (red.), D. Dąbek, P. Dobosz, W. Kisiel, M. Kotulski, P. Kryczko, M. Mączyński, S. Płażek, I. Skrzydło-Niżnik), Warszawa 2005
13. Czas w ustrojowym prawie administracyjnym, (w:) Czas w prawie administracyjnym, red. J. Zimmermann, Warszawa 2011
14. Milczenie i bezczynność w prawie administracyjnym, Wydawnictwo Uniwersytetu Jagiellońskiego, Kraków 2011
15. Polish legal regulations in the field of administrative-judicial mediation against the background of European inspirations, Administrative law and science in the European context, t.1, red.J.Sługocki, Szczecin 2015
16. Systemy prawne ochrony zabytków z perspektywy teorii prawa administracyjnego, Kraków 2015